# مناندر

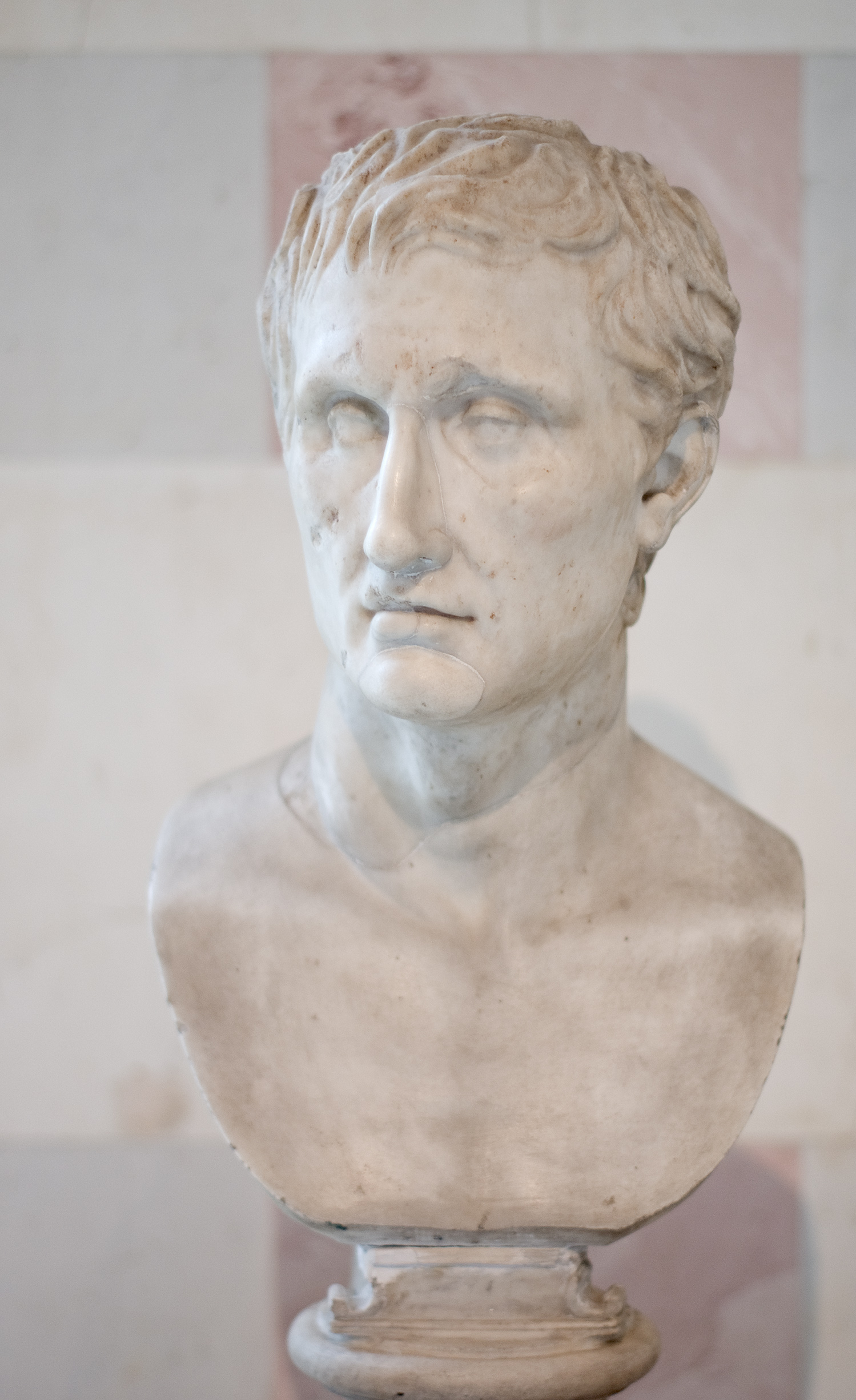
سردیس مناندر در موزهٔ هرمتیج سن پترزبورگ

Menānder (به یونانی: Μένανδρος) (حدود ۳۴۲ تا ۲۹۱ پیش از میلاد) نمایش‌نامهنویس و شاعر هزلسرای یونانی بود.
وی سبک تازه‌ای را در زمینهٔ کمدی پدید آورد و در آینده چامه‌سرایانی چون "پلوت" و "ترنس" از اسلوبش پیروی کردند. او خانواده‌ای متمول داشت.

## آثار
- سپر (نیمه‌کاره)
- کشاورز
- دو فریبکار
- لجاجت (تنها اثر او که دست‌نخورده به جا مانده‌است)
- کتاب راهنما
- مردان در قضاوت
- قهرمان
- کارخدونیوس
- چنگ‌نواز
- چاپلوس
- کونیازومنایی
- لوکادیا
- مستی
- مردی که او ازش بیزار بود
- ناخدای کشتی
- خشم
- دختری که گیسویش را شانه می‌زند
- دختری از پرینتوس
- گردن‌بند
- هرکول دروغین
- دختری از ساموس
- سیکونیایی
- بانوانی که با هم ناهار می‌خورند
- شبح
- تئوفورومنه
- تروفونیوس